# Oleksandrivka (Oleksandrivka), Krasnohvardiiske
Oleksandrivka (în ucraineană Олександрівка) este localitatea de reședință a comunei Oleksandrivka din raionul Krasnohvardiiske, Republica Autonomă Crimeea, Ucraina.

## Demografie
Componența lingvistică a localității Oleksandrivka
     Rusă (72,2%)
     Ucraineană (17,08%)
     Tătară crimeeană (8,18%)
     Alte limbi (1,03%)
Conform recensământului din 2001, majoritatea populației localității Oleksandrivka era vorbitoare de rusă (72,2%), existând în minoritate și vorbitori de ucraineană (17,08%) și tătară crimeeană (8,18%).